# Five Nations 1929
Die Ausgabe 1929 des jährlich ausgetragenen Rugby-Union-Turniers Five Nations (seit 2000 Six Nations) fand vom 31. Dezember 1928 bis zum 1. April statt. Turniersieger wurde Schottland.

## Teilnehmer
| Land       | Stadion                            | Stadt             | Kapitän                         |
| ---------- | ---------------------------------- | ----------------- | ------------------------------- |
| England    | Twickenham Stadium                 | London            | Ronald Cove-Smith / Joe Periton |
| Frankreich | Stade Olympique Yves-du-Manoir     | Colombes          | Adolphe Jauréguy                |
| Irland     | Lansdowne Road / Ravenhill Stadium | Dublin / Belfast  | George Stephenson / Eugene Davy |
| Schottland | Murrayfield Stadium                | Edinburgh         | Dan Drysdale / John Bannerman   |
| Wales      | Cardiff Arms Park / St Helen’s     | Cardiff / Swansea | Ivor Jones / Guy Stewart-Morgan |

## Tabelle
|    | Land       | Spiele | Siege | Unent. | Ndlg. | Spiel- punkte | Diff. | Tabellen- punkte |
| -- | ---------- | ------ | ----- | ------ | ----- | ------------- | ----- | ---------------- |
| 1. | Schottland | 4      | 3     | 0      | 1     | 41:30         | + 11  | 6                |
| 2. | Wales      | 4      | 2     | 1      | 1     | 30:23         | + 7   | 5                |
| 2. | Irland     | 4      | 2     | 1      | 1     | 24:26         | − 2   | 5                |
| 4. | England    | 4      | 2     | 0      | 2     | 35:27         | + 8   | 4                |
| 5. | Frankreich | 4      | 0     | 0      | 4     | 12:36         | − 24  | 0                |

## Ergebnisse
| 31. Dezember 1928 | Frankreich | 0 : 6   | Irland                    | Stade Olympique Yves-du-Manoir, Colombes Zuschauer: 42.000 Schiedsrichter: Barry Cumberlege (England) |
| 31. Dezember 1928 |            | Bericht | Versuche: Davy Stephenson | Stade Olympique Yves-du-Manoir, Colombes Zuschauer: 42.000 Schiedsrichter: Barry Cumberlege (England) |

| 19. Januar 1929 | England                                    | 8 : 3         | Wales            | Twickenham Stadium, London Zuschauer: 65.000 Schiedsrichter: Wallace Harland (Irland) |
| 19. Januar 1929 | Versuche: Wilkinson (2) Erhöhungen: Wilson | (3:0) Bericht | Versuche: Morley | Twickenham Stadium, London Zuschauer: 65.000 Schiedsrichter: Wallace Harland (Irland) |

| 19. Januar 1929 | Schottland                               | 6 : 3         | Frankreich          | Murrayfield Stadium, Edinburgh Zuschauer: 70.000 Schiedsrichter: Barry Cumberlege (England) |
| 19. Januar 1929 | Versuche: Paterson Straftritte: A. Brown | (6:3) Bericht | Versuche: Béhotéguy | Murrayfield Stadium, Edinburgh Zuschauer: 70.000 Schiedsrichter: Barry Cumberlege (England) |

| 2. Februar 1929 | Wales                                                          | 14 : 7        | Schottland                             | St Helen’s, Swansea Schiedsrichter: David Helliwell, England |
| 2. Februar 1929 | Versuche: Peacock Roberts (2) Stewart-Morgan Erhöhungen: Jones | (3:3) Bericht | Straftritte: Dykes Dropgoals: A. Brown | St Helen’s, Swansea Schiedsrichter: David Helliwell, England |

| 9. Februar 1929 | England                              | 5 : 6         | Irland                | Twickenham Stadium, London Schiedsrichter: Albert Freethy (Wales) |
| 9. Februar 1929 | Versuche: Smeddle Erhöhungen: Wilson | (0:3) Bericht | Versuche: Davy Sugden | Twickenham Stadium, London Schiedsrichter: Albert Freethy (Wales) |

| 23. Februar 1929 | Irland                           | 7 : 16        | Schottland                                                           | Lansdowne Road, Dublin Zuschauer: 40.000 Schiedsrichter: Barry Cumberlege (England) |
| 23. Februar 1929 | Versuche: Arigho Dropgoals: Davy | (7:5) Bericht | Versuche: Bannerman Macpherson Simmers Smith Erhöhungen: Allan Dykes | Lansdowne Road, Dublin Zuschauer: 40.000 Schiedsrichter: Barry Cumberlege (England) |

| 23. Februar 1929 | Wales                                       | 8 : 3         | Frankreich      | Cardiff Arms Park, Cardiff Zuschauer: 45.000 Schiedsrichter: H. E. B. Wilkins, England |
| 23. Februar 1929 | Versuche: Arthur Barrell Erhöhungen: Parker | (5:0) Bericht | Versuche: Camel | Cardiff Arms Park, Cardiff Zuschauer: 45.000 Schiedsrichter: H. E. B. Wilkins, England |

| 9. März 1929 | Irland                            | 5 : 5         | Wales                                 | Ravenhill Stadium, Belfast Schiedsrichter: J. McGill (Schottland) |
| 9. März 1929 | Versuche: Davy Erhöhungen: Browne | (5:0) Bericht | Versuche: Williams Erhöhungen: Parker | Ravenhill Stadium, Belfast Schiedsrichter: J. McGill (Schottland) |

| 16. März 1939 | Schottland                          | 12 : 6        | England                | Murrayfield Stadium, Edinburgh Zuschauer: 80.000 |
| 16. März 1939 | Versuche: C. Brown Nelson Smith (2) | (0:3) Bericht | Versuche: Meikle Novis | Murrayfield Stadium, Edinburgh Zuschauer: 80.000 |

| 1. April 1929 | Frankreich              | 6 : 16        | England                                                       | Stade Olympique Yves-du-Manoir, Colombes Zuschauer: 50.000 Schiedsrichter: Albert Freethy (Wales) |
| 1. April 1929 | Versuche: Houdet Ribère | (3:8) Bericht | Versuche: Aarvold (2) Gummer Periton Erhöhungen: Stanbury (2) | Stade Olympique Yves-du-Manoir, Colombes Zuschauer: 50.000 Schiedsrichter: Albert Freethy (Wales) |